# Mónica Miguel
Mónica Miguel (Tepic, Nayarit, 1936. március 13. – Mexikóváros, 2020. augusztus 12.) mexikói színésznő, rendező és énekesnő.

## Élete és pályafutása
1936-ban született Tepicben. 
Számos telenovella rendezője volt, 1995-ben a Lazos de amor, 1998-ban a Titkok és szerelmek című sorozatoknak rendezett epizódokat. 2005-ben az Alboradában Modesta szerepét játszotta. 2009-ben a Kettős játszma című telenovella rendezője lett.

## Filmográfia

### Telenovellák

#### Színész
- A vihar (La tempestad) (2013) – Madre Eusebia
- A végzet hatalma (La fuerza del destino) (2011) – Sanadora Seri
- Kettős játszma (Sortilegio) (2009) – Maya San Juan
- Alborada (2005) – Modesta
- La casa en la playa (2000) – María Estrada
- María Isabel (1997) – Chona
- Lazos de amor (1995) – Chole
- Más allá del puente (1994) – Amaranta
- De frente al Sol (1992) – Amaranta
- Amor de nadie (1990) – Socorro
- Morir para vivir(1989) -
- Cuando llega el amor (1989) – Yulma
- Flor y canela (1988) – Ana
- Yesenia (1987) – Trifenia
- Cómo duele callar (1987) – Casimira
- El engaño (1986) – Carmen
- Abandonada (1985) – Lucía
- Amalia Batista (1983) – Matilde
- Por amor (1982) – Ramona
- Entre brumas (1973)

#### Rendező
- Lo imperdonable (2015)
- A vihar (La tempestad) (2013)
- Teresa (2010)
- Kettős játszma (Sortilegio) (2009)
- Pasión (2007)
- Alborada (2005)
- Amor real (2003)
- Az ősforrás (El manantial) (2001)
- Mi destino eres tú (2000)
- La casa en la playa (2000)
- Titkok és szerelmek (El privilegio de amar) (1998)
- María (1997)
- Te sigo amando (1996)
- Lazos de amor (1995)
- Alondra (1995)
- Más allá del puente (1993)
- Los parientes pobres (1993)
- Entre la vida y la muerte (első rész) (1993)
- De frente al sol (1992)
- Amor de nadie (1990)
- Cuando llega el amor (1989)
- Flor y canela (1989)
- Amor en silencio (1988)
- Quinceañera (1987)

### Sorozatok
- Sexo y otros secretos (2008) .... Mónica
- Mujer, casos de la vida real (2001 – 2002)
- Winnetou le mescalero (1980) .... Nalin Vincent

### Filmek
- Más allá del muro (2011)
- Gertrudis Bocanegra (1992) – Nana
- Bajo el fuego (1983) – Doctora
- Oficio de tinieblas (1981)
- Víbora caliente (1978) – Ramona
- La casa de Bernarda Alba (1974) – Magdalena
- Quiero la cabeza de Alfredo García (1974) – Dolores de Escomiglia
- Orfeo 9 (1973) – Chiromante
- Una pistola per cento croci (1971) – Jenny
- La notte dei serpenti (1969)
- El planeta de las mujeres invasoras (1967) – Fitia